# Ірландія на Європейських іграх 2015
Ірландія на перших Європейських іграх у Баку була представлена 62 атлетами у 14 видах спорту.

## Медалісти
| Медаль | Спортсмен     | Вид спорту | Дисципліна              | Дата      |
| ------ | ------------- | ---------- | ----------------------- | --------- |
| Золото | Майкл О'Рейлі | Бокс       | Чоловіки, до 75 кг      | 27 червня |
| Золото | Кеті Тейлор   | Бокс       | Жінки, до 60 кг         | 27 червня |
| Срібло | Брендан Ірвін | Бокс       | Чоловіки, до 49 кг      | 25 червня |
| Бронза | Шон Маккомб   | Бокс       | Чоловіки, до 60 кг      | 26 червня |
| Бронза | Джошуа Мегі   | Бадмінтон  | Чоловіки, парний розряд | 26 червня |
| Бронза | Сем Мегі      | Бадмінтон  | Чоловіки, парний розряд | 26 червня |
| Бронза | Джошуа Мегі   | Бадмінтон  | Мікст                   | 27 червня |
| Бронза | Клої Мегі     | Бадмінтон  | Мікст                   | 27 червня |